# 耶爾喬河

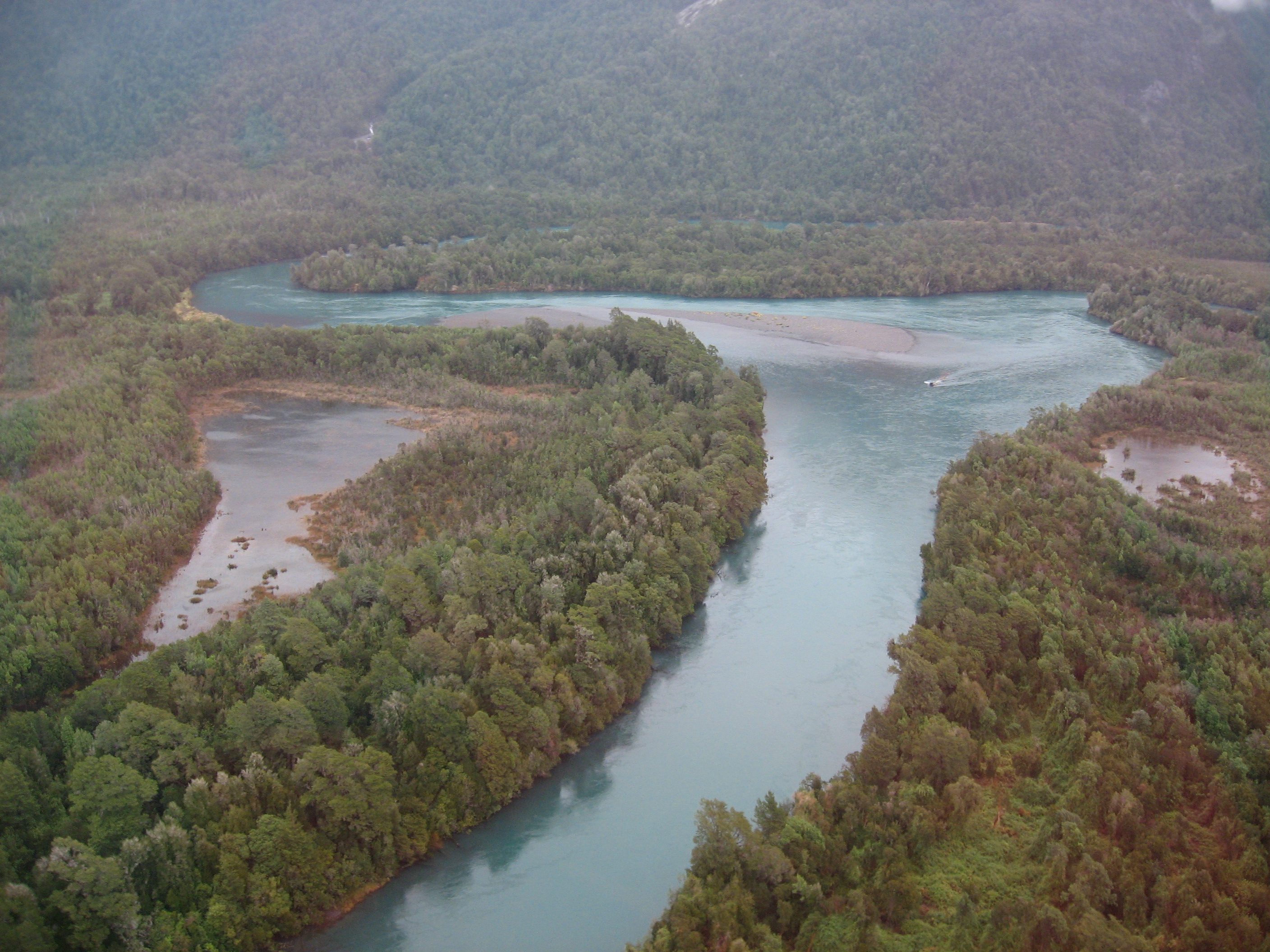
耶爾喬河

耶爾喬河（西班牙語：Río Yelcho）是智利的河流，位於該國南部湖大區，發源自耶爾喬湖西端，最終注入科爾科瓦多灣，河道全長40公里，流域面積10,979平方公里。